# Cosmosoma plutona
Cosmosoma plutona är en fjärilsart som beskrevs av William Schaus 1894. Cosmosoma plutona ingår i släktet Cosmosoma och familjen björnspinnare. Inga underarter finns listade i Catalogue of Life.